# Асій
Асій (дав.-гр. Ἄσιος) — ім'я персонажів давньогрецької міфології:
- Асій — син Гіртака і Арісби, першої дружини Пріама, був лідером троянських союзників, які походили з району поблизу Дарданелл, з групи городів по обидві сторони Геллеспонта, включаючи Арісбу, Перкоте, Абідос і Сест. Сам Асій проживав у місті Арісба, біля річки Лайдіс. За словами Вергілія, у Асія було два брати, на ім'я Ніс і Гіппокон. Усі троє воювали в Трої як союзники царя Пріама. Під час нападу на грецьку стіну Асій був єдиним солдатом, який не послухався Гектора і Полідаманта і не зліз з колісниці. Асія вбив критський цар Ідоменей під час нападу.
- Асій — був фригійським вождем і сином царя Димоса, братом цариці Гекаби з Трої. У нього було два сини — Адамас і Феноп. Гомер переказував, що Аполлон прийняв обличчя Асія, щоб заохотити Гектора битися з Патрокла. Цей Асій не помер згідно з «Іліадою», але Діктіс Критський казав, що його вбив Аякс Теламонід.
- Асій — син Імбраса, боєць Енея.
- Асій — син Амфітолема, давньогрецький поет з Самосу.
- Асій — давньогрецький поет з Лаконії.
- Асій — одне з імен Зевса.

Ймовірно це ім'я означає «азіат» («той, хто приходить з Азії»).